# London Bridge (píseň)
London Bridge (Londýnský most) je debutový singl americké zpěvačky Fergie z její desky The Dutchess. Singl vyšel v červenci 2006 a dostal se na první místo v prestižní americké hitparádě Billboard Hot 100.

## Informace
Píseň produkoval Polow Da Don a většinu textu má na starosti Sean Garrett. Píseň je klubová v níž se zpívá o slávě a celebritách.
Píseň se začala hrát v rádiích 13. července 2006, ale na internet už unikla 29. června 2006. V americké hitparádě Billboard Hot 100 debutoval song na 84. místě, další týden poskočil o 79 příček na páté místo, čímž zaznamenal třetí největší skok v historii žebříčku.
O týden později byl song už na místě prvním, kde vydržel celé tři týdny.
Zajímavostí je, že se na přebalu písně neobjevil London Bridge, ale Tower Bridge. Stejná chyba se objevuje i na konci videoklipu. Zpěvačka posléze řekla, že to byla záměrná chyba pro pobavení.
Ve většině případech se píseň nevysílala v žádném médiu v originální verzi, jelikož původní „Oh shit!“ bylo nahrazeno frází „Oh snap!“.

## Videoklip
Ve videoklipu spolupracuje zpěvačka se svým kolegou ze skupiny Black Eyed Peas Will.i.amem. Videoklip se natáčel v Londýně a lze v něm vidět i královskou stráž.

## Umístění
| Hitparáda (2006) | Umístění |
| ---------------- | -------- |
| Česko            | 7        |
| Argentina        | 7        |
| Austrálie        | 3        |
| Belgie           | 14       |
| Nizozemsko       | 31       |
| Evropa           | 1        |
| Finsko           | 9        |
| Francie          | 27       |
| Německo          | 3        |
| Irsko            | 8        |
| Nový Zéland      | 1        |
| Mexiko           | 28       |
| Filipíny         | 5        |
| Polsko           | 7        |
| Švédsko          | 13       |
| Švýcarsko        | 6        |
| Velká Británie   | 3        |
| USA              | 1        |
| Svět             | 2        |

## Úryvek textu
How come everytime you come around,
My London, London bridge, wanna go down like,
London, London, London, wanna go down like,
London, London, London, we goin’ down like…